# Elaeosticta knorringiana
Elaeosticta knorringiana är en flockblommig växtart som först beskrevs av Jevgenij Korovin, och fick sitt nu gällande namn av Jevgenij Korovin. Elaeosticta knorringiana ingår i släktet Elaeosticta och familjen flockblommiga växter. Inga underarter finns listade i Catalogue of Life.